# Pontastacus
Pontastacus – rodzaj skorupiaków z rzędu dziesięcionogów i rodziny rakowatych.
Skorupiaki te mają przynajmniej szczątkową formę dwóch par (przednich i tylnych) listewek postorbitalnych na karapaksie. Na epistomie mają za papilla renalis kolec lub listewkę. Na meropoditach ich szczękonóży trzeciej pary występuje po jednym, dużym kolcu, położonym w części środkowo-dystalnej, a niekiedy obecny jest jeszcze mniejszy kolec położony bardziej dystalnie. Samce mają pleopody (odnóża odwłokowe) pierwszej pary zakończone dwupłatkowo, przy czym jeden płat sięga odsiebnie dalej niż drugi. Drugą parę pleopodów cechują egzopodity sięgające dystalnie tak daleko lub prawie tak daleko jak endopodity. Prawie zawsze segmenty pleonu (odwłoka) od drugiego do czwartego mają pleury wyposażone w 1–2 ostro zakończone kolce.
Przedstawiciele rodzaju zasiedlają wody słodkie środkowej i wschodniej Europy. W Polsce występuje tylko rak błotny.

## Taksonomia
Takson ten wprowadzony został w 1950 roku przez Richarda Botta. Część autorów włącza do rodzaju Astacus w randze podrodzaju, jednak Przemysław Śmietana i inni wynieśli go w 2006 na podstawie kryteriów morfologicznych, zoogegraficznych i ekologicznych do rangi osobnego rodzaju.
Według bazy World Register of Marine Species należą tu gatunki:
- Pontastacus cubanicus (Birstein et Vinogradov, 1934)
- Pontastacus danubialis Brodsky, 1981
- Pontastacus daucinus Brodsky, 1981
- Pontastacus eichwaldi (Bott, 1950)
- Pontastacus kessleri (Schimkewitsch, 1886)
- Pontastacus leptodactylus (Eschscholtz, 1823) – rak błotny
- Pontastacus pachypus (Rathke, 1837)
- Pontastacus pylzowi (Skorikov, 1907)
- Pontastacus salinus (von Nordmann, 1842)